# 峽谷景 (加利福尼亞州)
峽谷景（英語：Canyon View）是位於美國加利福尼亞州卡拉韋拉斯縣的一個非建制地區。該地的面積和人口皆未知。

## 地理
峽谷景的座標為38°11′33″N 120°21′24″W / 38.19250°N 120.35667°W，而該地的平均海拔高度為944米（即3097英尺）。